# Musée Tolstoï (Moscou)
Le musée Tolstoï de Moscou (en russe : Мемориальный музей-усадьба Л. Н. Толстого «Хамовники») se trouve dans l'ancienne maison de l'écrivain Léon Tolstoï (1828-1910) qu'il habita de 1882 à 1901 rue Khamovniki (aujourd'hui 21, rue Léon-Tolstoï) à Moscou. C'est là qu'il écrivit plus d'une centaine d'œuvres.

## Description
La maison principale date des années 1800-1805. Cette demeure en bois est entourée de plusieurs maisonnettes à usage de communs et d'un jardin d'un hectare avec une petite gloriette. L'intérieur est meublé des meubles, objets d'art et tableaux de la famille Tolstoï dans l'ambiance qui était celle des années 1893-1895. Il y a de grands tableaux de famille dans les pièces de réception de l'étage avec un piano à queue. Le bureau de travail de Tolstoï avec son fauteuil en cuir, et la bibliothèque, contiennent des milliers de livres édités dans les principales langues européennes que maîtrisait l'écrivain.

## Historique

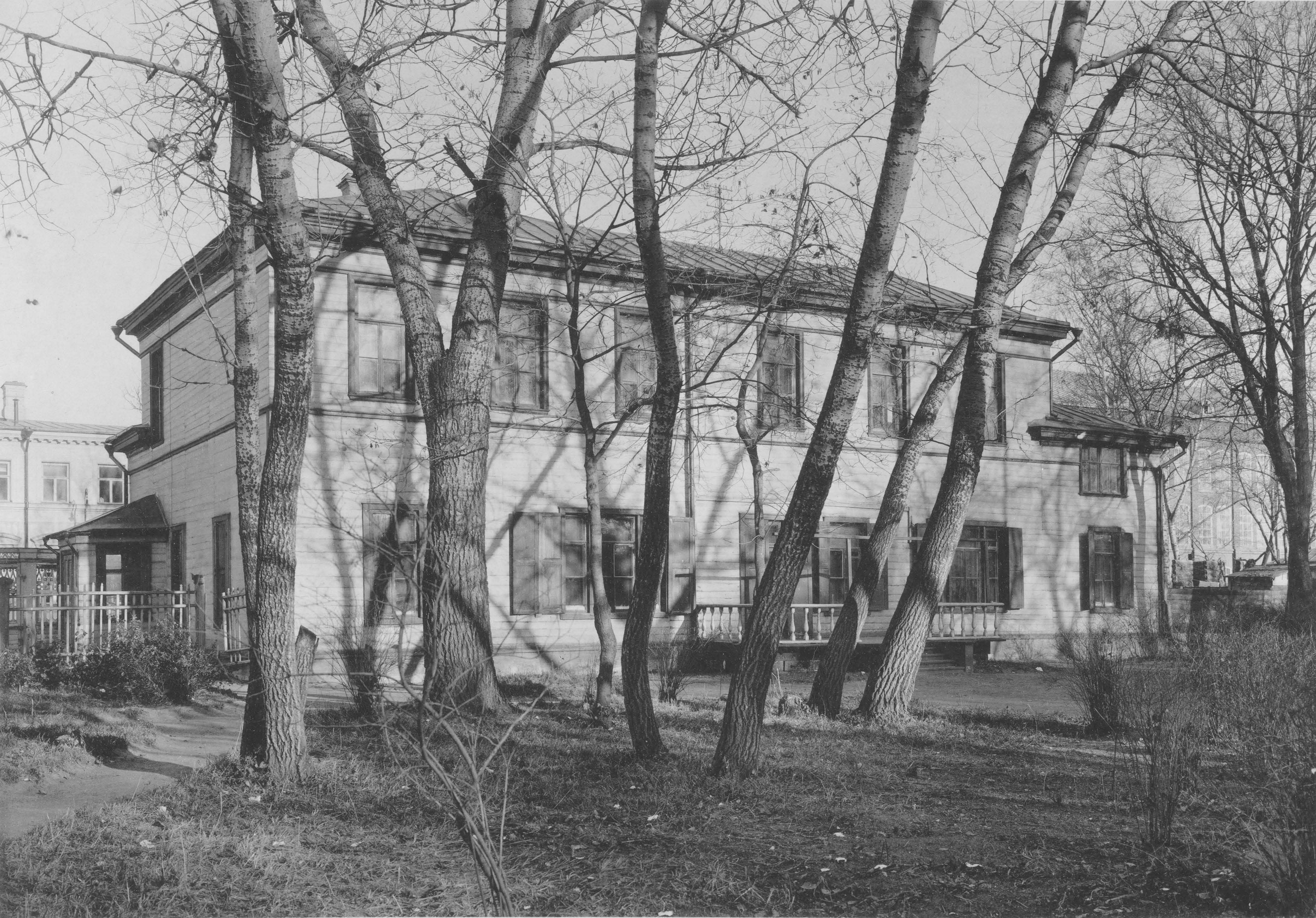
Vue de la maison principale, côté jardin en 1913

La demeure a été construite au début du XIXe siècle pour I. S. Mechtcherski, puis a changé de mains de nombreuses fois. Tolstoï l'achète en juillet 1882 pour vingt-sept-mille roubles au secrétaire de collège Ivan Alexandrovitch Arnaoutov. L'écrivain agrandit la maison, faisant construire trois pièces au premier étage et un escalier d'honneur par l'architecte Nikiforov.
Il y passa neuf hivers avec sa famille, de 1882 à 1901. C'est ici que naît en 1884 sa fille Alexandra, que meurt son fils Alexis en 1886, et que naît le dernier fils Tolstoï, Vania, en 1888. Il y a écrit plus d'une centaine d'œuvres dont La Mort d'Ivan Ilitch, La Sonate à Kreutzer, son roman Résurrection et ses pièces Le Pouvoir des ténébres et Les Fruits de la science, ou encore sa nouvelle Le Cadavre vivant, etc.

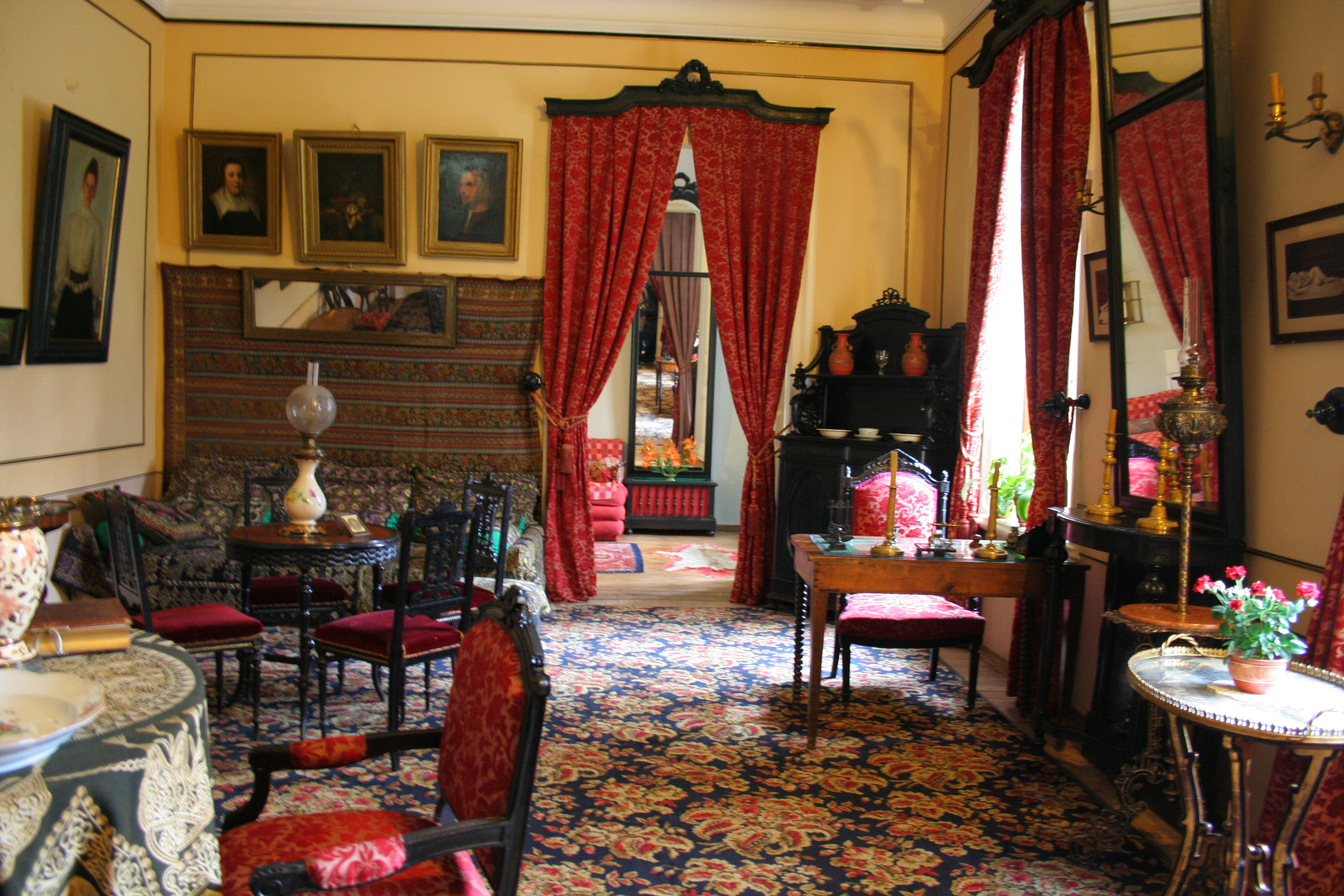
Vue d'un des salons du premier étage

Il y écrit sa dernière œuvre Réponse au Saint-Synode, le 5 avril 1901. Comme tous les ans, le comte Tolstoï part au mois de mai pour sa propriété de Iasnaïa Poliana passer ses quartiers d'été, mais il tombe malade à l'automne et part se soigner en Crimée où il demeure jusqu'au milieu de l'été 1902. Retournant ensuite à Iasnaïa Poliana, il y reste jusqu'à la fin de sa vie et ne passe plus les hivers à Moscou. Son fils Serge s'installe rue Khamovniki avec sa famille. La dernière fois que Léon Tolstoï s'y arrête, c'est en 1909 sur le chemin de Iasnaïa Poliana à Kriokchino pour rendre visite à son ami Vladimir Tchertkov, éditeur et rédacteur de ses œuvres de la fin de sa vie.
La maison est acquise par la ville de Moscou en 1913. Parmi ses dirigeants, le chef de l’Administration publique Nikolaï Ivanovitch Goutchkov et le collectionneur Lev Lvovitch Catoire. Il avait été décidé de façon unanime de racheter la propriété de l’écrivain aux frais du Trésor public pour y établir un musée. La propriété avait été achetée pour 125 mille roubles, somme que la veuve de Tolstoï avait partagée entre les nombreux descendants. Le 23 avril 1912, une soirée d’adieux avait été organisée dans la maison par la famille Tolstoï pour leur départ définitif de la propriété.  Dans la tourmente des années révolutionnaires, la comtesse Tolstoï tente de sauver les archives et les meubles de la maison familiale et d'en faire un musée. Le musée a été fondé en 1920, quelques mois après sa mort. C’est le pouvoir des Soviets qui avait créé le musée et pris en charge sa restauration. Aujourd’hui, le musée de Tolstoï reste un des rares exemples de maisons en bois construites à Moscou avant l’incendie de 1812.

## Articles connexes

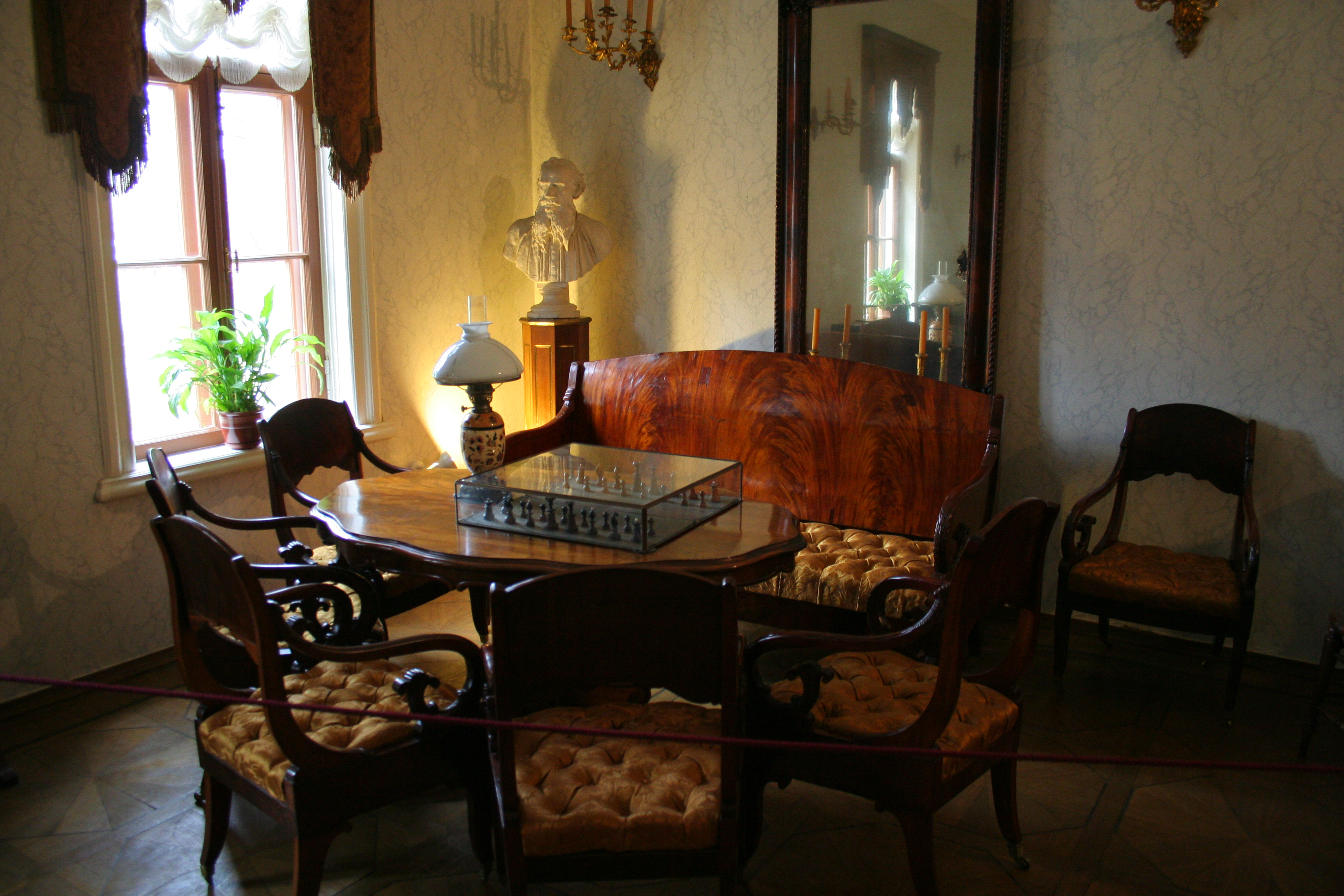
Coin du salon où la famille jouait aux échecs

## Source
- (ru) Cet article est partiellement ou en totalité issu de l’article de Wikipédia en russe intitulé « Мемориальный музей-усадьба Л. Н. Толстого «Хамовники» » (voir la liste des auteurs).